# Helstroff
Helstroff – miejscowość i gmina we Francji, w regionie Grand Est, w departamencie Mozela.
Według danych na rok 1990 gminę zamieszkiwało 316 osób, a gęstość zaludnienia wynosiła 40 osób/km² (wśród 2335 gmin Lotaryngii Helstroff plasuje się na 734. miejscu pod względem liczby ludności, natomiast pod względem powierzchni na miejscu 753.).